# Phelocalocerella
Phelocalocerella is een kevergeslacht uit de familie van de boktorren (Cerambycidae). De wetenschappelijke naam van het geslacht werd voor het eerst geldig gepubliceerd in 1957 door Villiers.

## Soorten
Phelocalocerella is monotypisch en omvat slechts de volgende soort:
- Phelocalocerella albonotata (Pic, 1935)